# 干預主義
干預主義（英語：Interventionism），指的是政府干涉他國政治事務的做法。這種干預可以包括軍事干預和貿易干預。軍事干預是指一個國家出於政治、安全或其他目的，派遣軍隊進入他國領土，直接介入其內政。貿易干預則是指一個國家通過制裁、貿易限制或其他手段，對另一個國家的貿易進行干涉，以實現政治、經濟或其他目標。而經濟干預主義則是指一種不同的干預實踐，它是國內經濟政策的一部分。
干預主義在西方列強的外交政策中發揮了重要作用，如維多利亞時代的大英帝國。
在新帝國主義時代，西方國家對南半球進行了多次干預，這其中包括了香蕉戰爭等事件。這種干預主義的興起可以追溯到冷戰政策的影響。冷戰期間，美國和蘇聯兩個超級大國為了對抗對方國家的影響力，對世界各國進行了干預。
干預主義一直是干預國家輿論中一個具有爭議的政治問題。歷史學家指出，這種干預行為常常引發國際關係的緊張和衝突。一方面，干預國家可能主張他們的行動是出於保護自身利益或維護全球穩定的需要，但同時也常常引起其他國家的不滿和反對。
2016年，卡內基美隆大學政治學家多夫·海姆·萊文在一項研究發現，美國在1946年至2000年間，進行過81次隱蔽或公開的外國選舉干預。